# 彭浦新村街道
彭浦新村街道是中国上海市静安区下辖的一个街道，位于静安区西北部，面积3.83平方公里。4.88万户居民，户籍人口12.54万人（2008年）。彭浦新村曾经是90年代上海动迁安置房最集中的区域之一，现在，彭浦新村是上海最大，最集中的住宅区之一。

## 行政区划
彭浦新村辖有33个居委会：彭浦新村第一居委会、彭浦新村第三居委会、彭浦新村第五居委会、彭浦新村第七居委会、平顺路一八零弄居委会、岭南路五三九弄居委会、彭新居委会、临汾路一二四四弄居委会、闻喜路一一一零弄居委会、临汾路一五六四弄居委会、场中路二四七一弄居委会、共和新路四五五五弄居委会、平顺路七九零弄居委会、临汾路八九四弄居委会、场中路二四零一弄居委会、闻喜路九三五弄居委会、三泉路四二四弄居委会、保平居委会、三泉路七七零弄居委会、三泉路五一七弄居委会、三泉路八二一弄居委会、三泉路六零一弄居委会、三泉路一零一五弄居委会、临汾路一五一五弄居委会、共康三村居委会、共康四村第一居委会、共康四村第二居委会、保德路一三一六弄居委会、曲沃路四三零弄居委会、保德路九二一弄居委会、场中路二六零一弄居委会、艺康苑居委会、三泉家园居委会